# Clive Derby-Lewis

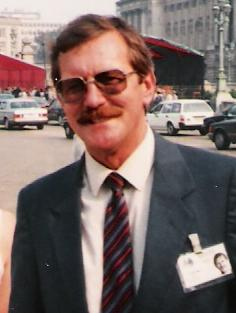
Derby-Lewis i samband med en konferens för högerextrema World Anti-Communist League.

Clive Derby-Lewis, född 22 januari 1936 i Kapstaden, död 3 november 2016 i Pretoria, var en sydafrikansk politiker (för konservativa partiet, tidigare för nationalistpartiet) som dömdes till livstids fängelse för sin inblandning i mordet på kommunistledaren Chris Hani i april 1993.
Derby-Lewis, en självutnämnd afrikander (hans familj hade egentligen skotskt och tyskt påbrå), inledde sin karriär som lokalpolitiker inom nationalistpartiet under det tidiga 1970-talet och deltog i grundandet av Andries Treurnichts ultraradikala konservativa parti 1982. 1987 valdes han till underhuset i ett val där de konservativa gick om det progressiva federala partiet som näst största parti och blev därmed Sydafrikas skuggfinansminister och en av ledarna för oppositionen. Efter att han 1989 förlorat sin plats i parlamentet, fick han plats som medlem av en rådgivande krets utsedd av president F W de Klerk, vars reformer konservativa partiet konsekvent och benhårt motsatte sig. Derby-Lewis' delaktighet i mordet på Chris Hani (mördaren Janusz Walus avfyrade det dödande skottet med hans pistol) ledde till en hård smäll för det konservativa partiet, som föregående år förlorat en folkomröstning om fortsatta reformer i riktning mot allmän rösträtt. Walus och Derby-Lewis dömdes till döden för mord respektive anstiftan till mord, men straffen omvandlades 1995 till fängelsestraff sedan dödsstraff avskaffadts i Sydafrika av landets högsta domstol. Derby-Lewis nådeansökan avslogs upprepade gånger, inklusive så sent som 2008, men han frigavs i juni 2015 av barmhärtighetsskäl sedan han diagnosticerats med en livshotande tumör. Derby-Lewis avled av lungcancer på ett sjukhus i Pretoria den 3 november 2016.